# カンペチェ・パイレーツ
カンペチェ・パイレーツ (英語: Campeche Pirates、ピラータス・デ・カンペチェ (スペイン語: Piratas de Campeche) は、メキシコ合衆国カンペチェ州カンペチェに本拠地を置くリーガ・メヒカーナ・デ・ベイスボルのプロ野球チームである。
本拠地球場はエスタディオ・ネルソン・バレーラ。マイナーリーグAAAクラスを与えられている。
1980年にリーガ・メヒカーナ・デ・ベイスボルのチームとなり、過去に2度のリーグ優勝を果たしている。